# Shillong
Shillong (hindi:  शिलांग ; bengáli : শিলং) város India északkeleti részén; Meghálaja állam fővárosa. Becsült lakossága 143 ezer fő volt 2011-ben.
Mintegy 1500 méter magasan fekszik, a Khasi-hegységben. A levegőt frissítő fenyőerdők és tisztások India egyik népszerű üdülőhelyévé teszik. Golfpályáival és lóversenyterével régóta kedvelt hely.
Shillong korábban Asszám állam fővárosa volt, Nagaland, Meghalaya és Mizoram megalakulásáig.

## Fordítás
- Ez a szócikk részben vagy egészben  a   Shillong című angol Wikipédia-szócikk fordításán alapul.  Az eredeti cikk szerkesztőit annak laptörténete sorolja fel. Ez a jelzés csupán a megfogalmazás eredetét és a szerzői jogokat jelzi, nem szolgál a cikkben szereplő információk forrásmegjelöléseként.